# Picotet castany
El picotet castany (Picumnus cinnamomeus) és una espècie d'ocell de la família dels pícids (Picidae) que habita matolls, boscos i manglars de les terres baixes costaneres fins als 500 m, al nord-est de Colòmbia i nord-oest de Veneçuela.